# Pistolet Colt Double Eagle
Colt Double Eagle – amerykański pistolet samopowtarzalny skonstruowany w 1988 roku przez Dana Khoury'ego.
Double Eagle był pierwszym pistoletem Colta wyposażonym w mechanizm spustowy podwójnego działania, umożliwiającym napięcie kurka naciskiem na spust. Pistolet wprowadzono na rynek w 1989 roku jako uzupełnienie klasycznego Colta Government. Pomimo wyglądu zewnętrznego przypominającego Colta M1911 i jego cywilną wersję Government, Double Eagle został skonstruowany od podstaw.
Pistolet Double Eagle był początkowo produkowany w wersjach kalibru 10 mm Auto i .45 ACP, od 1992 roku oferowano także odmiany kalibru .40 S&W. W 1991 roku rozpoczęto produkcję pistoletów Double Eagle wyposażonych w zmodernizowane mechanizmy spustowe oznaczonych jako Double Eagle Mk II Series 90.
Double Eagle był produkowany w kilku wersjach różniących się rozmiarami:
- Double Eagle – wersja pełnowymiarowa.
- Double Eagle Combat Commander – wersja ze skróconą lufą (108 mm)i zamkiem i pełnowymiarowym szkieletem. Odpowiednik opartego na pistolecie M1911 Colta Combat Commander. Wersja ta była produkowana od 1990 roku, wyłącznie w kalibrze .45 ACP.
- Double Eagle Officers – wersja z lufą długości 89 mm i pełnowymiarowym szkieletem produkowana od 1991 roku. Odmianą tego modelu był Double Eagle Officers Lightweight ze szkieletem ze stopu lekkiego.

Double Eagle pojawił się zbyt późno aby odnieść sukces. Pod względem konstrukcyjnym nie różnił się od pistoletów wprowadzonych na rynek w latach 50. Słaba sprzedaż sprawiła, że już w 1992 roku planowano zakończyć produkcję. Ostatecznie produkcje wszystkich odmian tego pistoletu zakończono w 1997 roku.

## Opis
Colt Double Eagle jest bronią samopowtarzalną. Zasada działania oparta na krótkim odrzucie lufy, zamek ryglowany przez przekoszenie lufy. Połączenie lufy z zamkiem w położeniu zaryglowanym zapewniają dwa występy ryglowe wchodzące w wyżłobienia w zamku. Odryglowanie zapewnia ruchomy łącznik.
Mechanizm spustowy z samonapinaniem, z kurkowym  mechanizmem uderzeniowym. Pistolet nie posiada żadnych bezpieczników zewnętrznych, bezpieczniki wewnętrzne są zwalniane podczas ściągania spustu. Napięty kurek można zwolnić specjalną dźwignią znajdującą się z lewej strony szkieletu.
Colt Double Eagle jest zasilany z wymiennego, jednorzędowego magazynka pudełkowego o pojemności 8 naboi, umieszczonego w chwycie. Zatrzask magazynka po lewej stronie chwytu pistoletowego. Po wystrzeleniu ostatniego naboju z magazynka zamek zatrzymuje się w tylnym położeniu.
Lufa gwintowana.
Przyrządy celownicze stałe (muszka i szczerbinka). Pistolet wykonany jest ze stopu lekkiego (szkielet wersji Lightweight) i stali. Okładki chwytu z tworzywa sztucznego.